# Teinostoma megastoma
Teinostoma megastoma är en snäckart som först beskrevs av C. B. Adams 1850.  Teinostoma megastoma ingår i släktet Teinostoma och familjen Vitrinellidae. Inga underarter finns listade i Catalogue of Life.